# Список умерших в 1988 году
В этой статье представлен список известных людей, умерших в 1988 году.
- См. также: Категория:Умершие в 1988 году

## Январь
1 января
- Шакир Галеев (68) — Герой Социалистического Труда.

2 января
- Наум Гребнев (66) — русский советский поэт, переводчик народной поэзии и классических поэтов Кавказа и Востока.

3 января
- Роза Ауслендер (86) — немецкая поэтесса еврейского происхождения, писала на немецком и английском языках.
- Анатолий Икомасов (76) — советский политический деятель, министр промышленности строительных материалов РСФСР (1965—1972).
- Ирина Мурзаева (81) — советская актриса театра и кино.
- Валентин Фёдоров (62) — Герой Советского Союза.

5 января
- Николай Головко (71) — советский шахматист; мастер спорта СССР.
- Иван Огнёв (85) — Герой Советского Союза.

6 января
- Георгий Кошмяк (78) — Герой Советского Союза.
- Григорий Лубенец (74) — советский украинский государственный деятель.

7 января
- Вячеслав Александров (20) — Герой Советского Союза.
- Василий Громаков (63) — Герой Советского Союза.

8 января
- Андрей Мельников (19) — Герой Советского Союза.
- Николай Сергеев (93) — советский актёр театра и кино.

10 января
- Василий Данько (70) — майор Советской Армии, участник Великой Отечественной войны, Герой Советского Союза.
- Григорий Карапитьян (70) — Полный кавалер Ордена Славы.
- Халил Рахматулин (78) — советский учёный в области механики.
- Пётр Чернов (70) — советский актёр театра и кино.

11 января
- Серафим Арзамасцев (68) — советский футболист, нападающий.
- Алексей Богомолов (78) — Герой Советского Союза.

12 января
- Пётр Крутов (64) — Герой Советского Союза.
- Александр Соболевский (82) — судовой врач ледокольного парохода «Георгий Седов» Главсевморпути. Герой Советского Союза.
- Пьеро Таруффи (81) — итальянский автогонщик, пилот Формулы-1.

14 января
- Владимир Лавриненков (68) — советский ас-истребитель. Дважды Герой Советского Союза.
- Георгий Маленков (86) — советский государственный и партийный деятель, фактический руководитель Советского государства в 1953—1955 годах.

15 января
- Семён Индурский (76) — советский журналист, многолетний главный редактор газеты «Вечерняя Москва».
- Сергей Ковалёв (86) — советский военный лётчик и военачальник.
- Шон Макбрайд (83) — ирландский общественный и политический деятель, юрист-международник.
- Александр Шамшурин (64) — Герой Советского Союза.

16 января
- Борис Харчук (56) — украинский советский писатель, журналист, редактор.

17 января
- Серафим Землянов (73) — Герой Советского Союза.
- Франц Минкевич (83) — Герой Советского Союза.

18 января
- Джозеф Гершенсон (84) — американский дирижёр и композитор, деятель киноиндустрии США.

19 января
- Игорь Быховский (63) — советский учёный-криминалист доктор юридических наук, профессор.
- Василий Древаль (70) — полковник Советской Армии, участник Великой Отечественной войны, Герой Советского Союза.
- Вениамин Левич (70) — советский физик, член-корреспондент АН СССР.
- Геннадий Михасевич (41) — советский серийный убийца; расстрелян.
- Евгений Мравинский (84) — русский советский дирижёр, Народный артист СССР (1954).

21 января
- Зеэв Вильнаи — израильский географ, краевед и писатель.

22 января
- Вениамин Дорман (60) — советский кинорежиссёр и киносценарист.
- Отто Удентиньш (95) — генерал латвийской армии и генерал-майор советской армии.

25 января
- Борис Кулагин (63) — советский хоккеист, тренер. Заслуженный тренер СССР.
- Михаил Львов (71) — советский поэт.
- Николай Почивалин (66) — русский советский поэт, прозаик, очеркист, член Союза журналистов СССР, член Союза писателей СССР.
- Вениамин Недошивин (70) — Герой Советского Союза.

26 января
- Вениамин Антипин (81) —  советский учёный, доктор технических наук, профессор.
- Александр Бардеев (77) — Герой Советского Союза.
- Николай Забродин (83) — Герой Советского Союза.

28 января
- Иван Ярыгин (75) — Полный кавалер Ордена Славы.

29 января
- Борис Стрижов (69) — Герой Социалистического Труда.

30 января
- Пётр Белов (58) — русский советский художник, автор картин, метафорически изображающих сталинские репрессии; заслуженный художник РСФСР.
- Виктор Спицын (85) — советский химик, академик АН СССР.

31 января
- Владимир Пельт (67) — учёный, профессор, доктор филологических наук.
- Бахрам Равшанов (65) — участник Великой Отечественной войны и полный кавалер ордена Славы.

## Февраль
1 февраля
- Валентин Веденеев (66) — Герой Советского Союза.

2 февраля
- Василий Кущ (63) — полный кавалер ордена Славы.
- Пётр Федотов (82) — Герой Советского Союза.

3 февраля
- Роберт Данкен (69) — американский поэт.
- Михаил Чепрасов (62) — Герой Советского Союза.

7 февраля
- Лин Картер (57) — выдающийся американский писатель-фантаст, литературовед, один из издателей романов о Конане.
- Антонио Спадавеккиа (80) — советский композитор итальянского происхождения.

8 февраля
- Анатолий Пашков (87) — советский экономист.

9 февраля
- Борис Малахов — Герой Советского Союза.
- Павел Чёрный (72) — Герой Советского Союза.

10 февраля
- Тер-Гевондян, Арам Наапетович (59) — советский армянский историк-востоковед.

11 февраля
- Александр Блау (76) — майор Рабоче-крестьянской Красной Армии, участник Великой Отечественной войны, Герой Советского Союза.

12 февраля
- Бухути Закариадзе (74) — советский грузинский актёр, народный артист Грузинской ССР.
- Владимир Киселёв — Герой Советского Союза.

13 февраля
- Федот Орлов (74) — Герой Советского Союза.

14 февраля
- Тулебай Ажимов (66) — участник Великой Отечественной войны, стрелок 862-го стрелкового полка 197-й стрелковой дивизии 3-й гвардейской армии 1-го Украинского фронта, Герой Советского Союза (1944).
- Григорий Коваленко (72) — Герой Советского Союза.

15 февраля
- Ричард Филлипс Фейнман (69) — американский физик, лауреат Нобелевской премии по физике (1966).

16 февраля
- Рози Ньюман (91) — британский видеооператор-любитель, автор документальных фильмов, одна из первых фотолюбительниц, оценивших возможности цветной плёнки.

17 февраля
- Александр Башлачёв (27) — русский поэт, музыкант.
- Юрий Овчинников (53) — советский учёный-биохимик, специалист в области биоорганической химии и молекулярной биологии, вице-президент АН СССР (1974—1988).

18 февраля
- Григорий Белоглазов (86) — советский композитор и музыкальный педагог.
- Александр Демидов (73) — Герой Советского Союза.
- Анатолий Телевинов (63) — Герой Советского Союза.

19 февраля
- Илья Хворостянов (73) — Герой Советского Союза.

20 февраля
- Александр Пичкалёв (82) — Полный кавалер ордена Славы.
- Валентин Фигичев (71) — Герой Советского Союза.

23 февраля
- Иосиф Каракис (85) — выдающийся советский архитектор, один из самых плодовитых киевских зодчих.

24 февраля
- Блюма Зейгарник (87) — советский психолог, основатель отечественной патопсихологии.

27 февраля
- Вахтанг Вронский (82) — советский артист балета, балетмейстер. Народный артист СССР.

28 февраля
- Пётр Дураченко (67) — Полный кавалер Ордена Славы.

## Март
- 2 марта — Вадим Медведев (58) — советский актёр театра и кино, народный артист РСФСР.
- 3 марта — Мефодий Дёмин (84) — советский (украинский) архитектор.
- 4 марта — Владимир Белицер (81) — советский учёный-биохимик, академик АН УССР.
- 4 марта — Яков Трипольский (69) — советский актёр и сценарист, Народный артист Грузинской ССР.
- 5 марта — Иван Любезнов (78) — советский актёр театра и кино, народный артист СССР (1970).
- 5 марта — Пётр Рогалёв (75) — советский военный деятель, полковник. Герой Советского Союза.
- 5 марта — Александр Трусов (75) — советский российский художник-постановщик и режиссёр мультипликационных фильмов.
- 6 марта — Пётр Карышковский (66) — украинский советский историк, нумизмат, исследователь греческой и латинской эпиграфики Северного Причерноморья, византинист, учёный-энциклопедист.
- 6 марта — Яков Ройтенберг (77) — советский и российский учёный-механик, доктор физико-математических наук, профессор.
- 7 марта — Александр Карозин (79) — участник Великой Отечественной войны, Герой Советского Союза.
- 8 марта — Де лас Эрас Гавилан, Африка (78) — советская разведчица, полковник.
- 10 марта — Энди Гибб (30) — австралийский сольный певец, младший из братьев Гиббов, трое из которых составляли трио Bee Gees; миокардит.
- 10 марта — Николай Каракулов (69) — советский легкоатлет.
- 10 марта — Юрий Киреев (64) — советский артист театра и кино.
- 10 марта — Павел Машеров (73) — генерал-майор Советской Армии, участник Великой Отечественной войны.
- 10 марта — Николай Толмачёв (71) — Герой Советского Союза.
- 10 марта — Фам Хунг (75) — Председатель Совета Министров СРВ, член компартии Индокитая.
- 11 марта — Ирина Гошева (76) — советская актриса, народная артистка РСФСР.
- 11 марта — Семён Степук (77) — Герой Советского Союза.
- 11 марта — Султан-Ахмет Ходжиков (65) — советский казахский режиссёр, сценарист. Заслуженный деятель искусств Казахской ССР.
- 12 марта — Степан Гаврусев (56) — белорусский советский поэт. Член Союза писателей СССР.
- 13 марта — Алексей Елизаров (72) — украинский советский организатор кинопроизводства.
- 13 марта — Иосиф Кадученко (81) — советский офицер, танкист, участник Великой Отечественной войны. Майор Рабоче-крестьянской Красной Армии, Герой Советского Союза.
- 13 марта — Владимир Никонов (83) — советский лингвист, организатор науки, литературовед, поэт.
- 14 марта — Генрих Малян (62) — советский кинорежиссёр и сценарист, лауреат Государственной премии Армянской ССР (1975), народный артист СССР (1982).
- 15 марта — Александр Андриенко (65) — Полный кавалер ордена Славы.
- 15 марта — Иван Дубасов (90) — русский советский художник.
- 15 марта — Александр Калина (76) — лётчик-испытатель, Герой Советского Союза.
- 15 марта — Дмитрий Поляков — бывший генерал-майор Главного разведывательного управления.
- 17 марта — Николай Шишкин (63) — Герой Советского Союза.
- 17 марта — Фёдор Горлов (71) — Полный кавалер ордена Славы.
- 19 марта — Василий Бережной — украинский советский писатель и журналист.
- 19 марта — Карл Гофмайер (89) — журналист.
- 20 марта — Дмитрий Большаков (66) — участник Великой Отечественной войны, Герой Советского Союза.
- 21 марта — Андрей Чернобай (70) — участник Великой Отечественной войны, Герой Советского Союза.
- 22 марта — Рафаэль Александрян (64) — армянский советский математик.
- 22 марта — Василий Лебедев (73) — участник Великой Отечественной войны, Герой Советского Союза.
- 22 марта — Юсуф Гарей (84) — башкирский писатель и переводчик, журналист, педагог. Член Союза писателей Башкирской АССР.
- 23 марта — Анатолий Брандыс (64) — участник Великой Отечественной войны, дважды Герой Советского Союза.
- 23 марта — Фёдор Бугай (71) — Полный кавалер Ордена Славы.
- 24 марта — Игорь Андзауров (76) — советский офицер, Герой Советского Союза.
- 25 марта — Пётр Гальперин (85) — выдающийся российский психолог, заслуженный деятель науки РСФСР (1980).
- 26 марта — Сергей Дёгтев (74) — Полный кавалер Ордена Славы.
- 26 марта — Василий Меляков (64) — Герой Советского Союза.
- 29 марта — Ахмет Закиров (77) — Герой Советского Союза.
- 30 марта — Арни Зейн (39) — американский фотограф, хореограф, танцовщик, сооснователь танцевальной труппы Bill T. Jones/Arnie Zane Dance Company; СПИД.
- 30 марта — Павел Эльясберг — полковник, доктор технических наук.
- 31 марта — Уильям Макмэхон (80) — австралийский государственный деятель, премьер-министр Австралии (1971—1972).

## Апрель
- 1 апреля — Борис Резников (65) — советский музыкант, хоровой дирижёр.
- 2 апреля — Жак Андрэ (69) — Герой Советского Союза.
- 2 апреля — Гордон Уильям Битон (76) — австралийский миколог.
- 2 апреля — Александр Горловский (57) — русский и советский литературный критик.
- 4 апреля — Валериан Знаменский (84) — Герой Советского Союза.
- 4 апреля — Фёдор Купин (64) — Герой Советского Союза.
- 4 апреля — Юрий Окунев — русский советский поэт.
- 4 апреля — Илья Сьянов (82) — Герой Советского Союза.
- 8 апреля — Борис Владимиров (56) — советский актёр театра и кино, эстрадный актёр, половинка эстрадного дуэта Вероника Маврикиевна и Авдотья Никитична (Авдотья Никитична).
- 8 апреля — Самуил Давидович (89) — начальник военного научно-исследовательского института Военной академии механизации и моторизации, генерал-майор инженерно-танковой службы.
- 8 апреля — Александр Савченко (68) — Герой Советского Союза.
- 9 апреля — Сергей Григорьев (77) — советский живописец и график.
- 10 апреля — Эвальд Мустель (76) — известный советский астроном.
- 10 апреля — Иван Нежигай (69) — полковник Советской Армии, участник Великой Отечественной войны, Герой Советского Союза.
- 11 апреля — Джефф Доннелл (66) — американская актриса кино и телевидения.
- 12 апреля — Рэм Лебедев (59) — советский актёр, народный артист СССР.
- 12 апреля — Михаил Рыжов (65) — советский военный деятель, полковник. Герой Советского Союза.
- 13 апреля — Александр Броневицкий (56) — советский композитор, хоровой дирижёр.
- 13 апреля — Владимир Звегинцев (77) — советский лингвист, доктор филологических наук, профессор, один из организаторов Отделения теоретической и прикладной лингвистики на филфаке МГУ.
- 13 апреля — Фёдор Ижедеров (65) — Герой Советского Союза.
- 14 апреля — Георгий Курнин — художник-фантаст, искусствовед.
- 15 апреля — Юрий Егоров (33) — российско-нидерландский пианист; СПИД.
- 16 апреля — Абу Джихад (52) — палестинский националистический деятель, глава военного крыла организации «ФАТХ», заместитель Ясира Арафата.
- 17 апреля — Александр Егоров (83) — советский государственный и партийный деятель, 1-й секретарь ЦК КП(б) — КП Карело-Финской ССР (1950—1955).
- 17 апреля — Исаак Яглом (67) — советский геометр, автор популярных книг по математике; доктор физико-математических наук, профессор.
- 17 апреля — Ева Новак (90) — американская киноактриса.
- 18 апреля — Павел Кутепов (78) — Герой Советского Союза.
- 18 апреля — Владимир Мартыненко (64) — советский украинский дипломат. Чрезвычайный и Полномочный Посол.
- 18 апреля — Алексей Митрофанов (75) — белорусский и российский советский археолог.
- 19 апреля — Пётр Назаров (66) — советский художник, живописец, педагог.
- 21 апреля — И. А. Л. Даймонд (67) — американский киносценарист, работавший в тандеме с режиссёром Билли Уайлдером.
- 21 апреля — Надежда Романова (90) — русская княжна императорской крови, младшая дочь великого князя Петра Николаевича и великой княгини Милицы Николаевны.
- 22 апреля — Фёдор Антонов (72) — участник Великой Отечественной войны, Герой Советского Союза.
- 22 апреля — Иван Борисенко (64) — полковник Советской Армии, участник Великой Отечественной войны, Герой Советского Союза.
- 22 апреля — Семён Жогов (64) — участник Великой Отечественной войны, Герой Советского Союза.
- 22 апреля — Григорий Кузмин (71) — эстонский и советский астроном.
- 23 апреля — Александр Высоцкий (65) — советский учёный-психолог и педагог, доктор психологических наук, профессор.
- 24 апреля — Виктор Андреев (82) — советский архитектор, народный архитектор СССР.
- 24 апреля — Леонид Рахманов (80) — советский писатель, отец переводчицы Наталии Рахмановой.
- 25 апреля — Клиффорд Саймак (83) — выдающийся американский писатель в жанре научной фантастики и фэнтези.
- 25 апреля — Рене Кардона (81) — мексиканский актёр эпохи немого кино (сыграл роль Дона Фелисиано в сериале «Дикая Роза»).
- 26 апреля — Пётр Мусийченко (72) — участник Великой Отечественной войны, Полный кавалер Ордена Славы.
- 26 апреля — Фёдор Чухров (80) — учёный-геохимик-минералог, академик АН СССР.
- 27 апреля — Валерий Легасов (51) — советский химик-неорганик, член правительственной комиссии по расследованию причин и ликвидации последствий аварии на Чернобыльской АЭС; самоубийство.
- 27 апреля — Галактион Размадзе (74) — участник Великой Отечественной войны, Герой Советского Союза.
- 28 апреля — Степан Прищепа (73) — советский деятель госбезопасности, военный педагог, полковник КГБ СССР, участник Советско-финской и Великой Отечественной войн.
- 28 апреля — Александр Шевцов (69) — участник Великой Отечественной войны, Герой Советского Союза.

## Май
- 1 мая — Василий Афанасьев (64) — старшина Советской Армии, участник Великой Отечественной войны, Герой Советского Союза.
- 1 мая — Александр Косицын (62) — участник Великой Отечественной войны, Герой Советского Союза.
- 1 мая — Василий Лыков (65) — участник Великой Отечественной войны, Герой Советского Союза.
- 1 мая — Анатолий Повилайтис (69) — советский офицер, один из троих награждённых пятью орденами Отечественной войны, гвардии майор.
- 2 мая — Павел Кадочников (72) — советский актёр и режиссёр, трижды лауреат Сталинской премии, народный артист СССР (1979), Герой Социалистического Труда (1985).
- 2 мая — Генри Пиккер (76) — немецкий юрист и писатель, сотрудник юридической службы в главной ставке Гитлера.
- 3 мая — Лев Понтрягин (79) — советский математик, академик АН СССР (1958), профессор МГУ.
- 4 мая — Олег Жаков (83) — советский актёр, Народный артист СССР (1969).
- 4 мая — Ян Мазуркевич (91) — бригадный генерал Народного Войска Польского.
- 6 мая — Виктор Рутенбург (76) — советский историк-медиевист.
- 8 мая — Алексей Владимирский (83) — советский военачальник, генерал-лейтенант (08.08.1955), один из двух генералов награждённый четырьмя орденами Кутузова.
- 8 мая — Роберт Хайнлайн (80) — выдающийся американский писатель-фантаст.
- 10 мая — Анатолий Грошев (65) — Герой Советского Союза.
- 11 мая — Ким Филби (76) — один из руководителей британской разведки, коммунист, агент советской разведки с 1933.
- 12 мая — Василий Волков (79) — омский художник, живописец.
- 13 мая — Сергей Горшков (78) — советский военный деятель, создатель отечественного ракетно-ядерного флота, Адмирал Флота Советского Союза, дважды Герой Советского Союза.
- 14 мая — Юрий Гребенщиков (50) — советский актёр; скончался в результате травм, полученных в ДТП (в январе 1988 был сбит автомобилем, которым управлял поэт Александр Межиров).
- 14 мая — Николай Макаров (73) — советский конструктор оружия, Герой Социалистического Труда.
- 15 мая — Билл Стейнметз (89) — американский конькобежец, победитель американских и международных соревнований, участник Первой Зимней Олимпиады.
- 16 мая — Анатолий Маслёнкин (57) — советский футболист, полузащитник, Заслуженный мастер спорта СССР.
- 17 мая — Николай Меньшиков (65) — Полный кавалер ордена славы.
- 18 мая — Эдуард Калныньш (83) — советский латвийский художник.
- 18 мая — Александр Потапов (75) — Полный кавалер ордена Славы.
- 19 мая — Василий Деревянко (74) — капитан Советской Армии, участник Великой Отечественной войны, Герой Советского Союза.
- 19 мая — Анатолий Добровольский (78) — украинский советский архитектор.
- 20 мая — Павел Песков (70) — участник Великой Отечественной войны, Герой Советского Союза.
- 20 мая — Андрей Юмашев (86) — участник Великой Отечественной войны, Герой Советского Союза.
- 21 мая — Кайрат Рыскулбеков (22) — участник декабрьских событий 1986 года в Алма-Ате.
- 22 мая — Илья Зильберштейн (83) — российский литературный критик, литературовед.
- 24 мая — Алексей Лосев (94) — русский философ и филолог, профессор (1923), доктор филологических наук (1943).
- 24 мая — Пётр Полтавцев (67) — советский хозяйственный и политический деятель, Герой Социалистического Труда.
- 25 мая — Иван Пресняков (71) — участник Великой Отечественной войны, Герой Советского Союза.
- 26 мая — Григорий Машанин (69) — участник Великой Отечественной войны, Герой Советского Союза.
- 27 мая — Кумаш Нургалиев (62) — советский педагог, народный учитель СССР. Ветеран Великой Отечественной войны.
- 27 мая — Михаил Чернов (62) — Герой Советского Союза.
- 30 мая — Александр Кунец (63) — старший сержант Рабоче-крестьянской Красной Армии, участник Великой Отечественной войны, Герой Советского Союза.
- 30 мая — Михаил Платов — участник Великой Отечественной войны, Герой Советского Союза.
- 31 мая — Турсунбай Ульджабаев (72) — советский партийный деятель.

## Июнь
- 1 июня — Азиз Шариф (93) — советский литературовед, переводчик, критик, доктор филологических наук.
- 1 июня — Максим Ластовский (83) — старший сержант Рабоче-крестьянской Красной Армии, участник Великой Отечественной войны, Герой Советского Союза.
- 1 июня — Фёдор Чубуков (67) — Герой Советского Союза.
- 1 июня — Леон Беласко (85) — американский актёр и музыкант.
- 2 июня — Иосиф Григулевич (75) — советский разведчик-нелегал.
- 2 июня — Назиб Жиганов (77) — татарский советский композитор, народный артист СССР (1957). Герой Социалистического Труда.
- 2 июня — Радж Капур (63) — индийский режиссёр, сценарист, продюсер, актёр.
- 2 июня — Рим Сазонов (70) — Герой Советского Союза.
- 3 июня — Иван Рязанов (63) — Герой Советского Союза.
- 4 июня — Гавриил Половченя (81) — Герой Советского Союза.
- 5 июня — Михаил Замула (62) — Герой Советского Союза.
- 5 июня — Авенир Пархоменко (67) — русский советский живописец, член Ленинградского Союза художников.
- 6 июня — Пётр Анисимов (71) — работник советского сельского хозяйства, ветеран Великой Отечественной войны, Герой Социалистического Труда.
- 6 июня — Самуил Дайч (60) — органист, пианист и музыкальный педагог.
- 7 июня — Николай Корольков (77) — Полный кавалер Ордена Славы.
- 8 июня — Вадим Масляев (74) — советский, российский архитектор, педагог.
- 9 июня — Лев Золотухин (61) — советский актёр, заслуженный артист РСФСР.
- 9 июня — Александр Пятакович (73) — советский военный. Участник Великой Отечественной войны. Герой Советского Союза.
- 10 июня — Валентина Дуленко (83) — артистка балета и драмы.
- 11 июня — Борис Наумов (60) — советский учёный, академик АН СССР.
- 11 июня — Василий Миронов (63) — первый секретарь Донецкого обкома партии.
- 11 июня — Василий Петренко (65) — Герой Советского Союза.
- 12 июня — Геннадий Красницкий (47) — советский футболист, тренер.
- 14 июня — Константин Воробьёв (89) — русский орнитолог, фаунист, зоогеограф.
- 14 июня — Владимир Кеменов (80) — советский историк искусства и государственный деятель.
- 14 июня — Василий Коршак (79) — советский учёный-химик, академик Академии наук СССР.
- 15 июня — Дмитрий Выдренко (78) — красноармеец Рабоче-крестьянской Красной Армии, участник Великой Отечественной войны, Герой Советского Союза.
- 16 июня — Владимир Смирнов (78) — советский геолог, академик АН СССР, лауреат Ленинской премии.
- 18 июня — Алексей Плешаков (73) — Герой Советского Союза.
- 18 июня — Ясыр Шиваза (82) — дунганский советский писатель.
- 21 июня — Владимир Гордеев (70) — Герой Советского Союза.
- 21 июня — Николай Дагаев (86) — советский военачальник, генерал-полковник авиации.
- 22 июня — Луция Баумане (82) — латышская советская актриса, народная артистка Латвийской ССР.
- 25 июня — Хиллел Словак (26) — американский гитарист израильского происхождения, гитарист Red Hot Chili Peppers с 1982 по 1988 годы.
- 26 июня — Виктор Зотов (68) — заместитель командира эскадрильи 159-го истребительного авиационного полка (275-я истребительная авиационная дивизия, 13-я воздушная армия, Ленинградский фронт), старший лейтенант. Герой Советского Союза.
- 26 июня — Василий Ротарь — Герой Социалистического Труда.
- 26 июня — Евгений Цыпленков (68) — Герой Советского Союза.
- 27 июня — Василий Емельянов (87) — председатель Государственного комитета СМ СССР по использованию атомной энергии (1960—1962), Герой Социалистического Труда.
- 28 июня — Василий Дятлов (77) — Герой Советского Союза.
- 29 июня — Александр Горкин (90) — советский государственный и партийный деятель, председатель Верховного Суда СССР (1957—1972), Герой Социалистического Труда.
- 29 июня — Элеонора Томм (73) — советская украинская оперная певица.
- 30 июня — Григорий Лебедь (76) — старший лейтенант Рабоче-крестьянской Красной Армии, участник Великой Отечественной войны, Герой Советского Союза.

## Июль
- 1 июля — Олег Вялов (84) — украинский советский геолог и палеонтолог.
- 1 июля — Дарья Гармаш (68) — Герой Социалистического Труда.
- 1 июля — Алексей Гринин (68) — советский футболист, тренер. Заслуженный мастер спорта СССР.
- 1 июля — Иван Ласкин (86) — советский военачальник, генерал-лейтенант, известный участник Сталинградской битвы.
- 2 июля — Георгий Момджи (76) — советский геолог, доктор геолого-минералогических наук, профессор.
- 2 июля — Василий Саенко (68) — участник Великой Отечественной войны, Герой Советского Союза.
- 3 июля — Иван Васильев (76) — участник Великой Отечественной войны, Герой Советского Союза.
- 3 июля — Иван Романченко (64) — участник Великой Отечественной войны, Герой Советского Союза.
- 3 июля — Николай Серебряков (75) — участник Великой Отечественной войны, Герой Советского Союза.
- 6 июля — Юрий Гулин (62) — старшина Рабоче-крестьянской Красной Армии, участник Великой Отечественной войны, Герой Советского Союза.
- 7 июля — Николай Агеев (66) — участник Великой Отечественной войны, Герой Советского Союза.
- 7 июля — Иван Тарасюк — советский партийный деятель.
- 8 июля — Анатолий Горский (65) — советский историк, доктор исторических наук, профессор исторического факультета МГУ.
- 10 июля — Иван Бовкун (80) — командир партизанского отряда «За Родину» во время Великой Отечественной войны, Герой Советского Союза.
- 10 июля — Барух Камин (74) — израильский политический деятель, депутат Кнессета.
- 13 июля — Николай Фомин (66) — участник Великой Отечественной войны, Герой Советского Союза.
- 14 июля — Пётр Вишняков (77) — советский актёр театра и кино, Народный артист РСФСР (1968).
- 15 июля — Василий Носыч (69) — Полный кавалер Ордена Славы.
- 17 июля — Шалва Кирия (75) — Герой Советского Союза, генерал-майор авиации, военный лётчик 1-го класса.
- 17 июля — Фрэнк Гудиш (42) — американский рестлер[уточнить][источник не указан 507 дней][значимость факта?].
- 17 июля — Фёдор Никитин (88) — советский русский актёр театра и кинематографа.
- 18 июля — Николай Кочетков (70) — Герой Советского Союза.
- 18 июля — Степан Крынин (68) — Герой Советского Союза.
- 18 июля — Алексей Кухарев (66) — полный кавалер ордена Славы.
- 21 июля — Михаил Вольпин (85) — советский драматург, поэт и киносценарист, лауреат Сталинской премии второй степени.
- 21 июля — Василий Дятлов (77) — участник Великой Отечественной войны, Герой Советского Союза.
- 22 июля — Гавриил Егиазаров (72) — армянский советский оператор, кинорежиссёр, сценарист. Народный артист РСФСР (1977 г.)
- 22 июля — Дуэйн Джонс (51) — американский киноактёр, преподаватель, театральный режиссёр; остановка сердца.
- 23 июля — Давид Языджан (73) — участник Великой Отечественной войны, Герой Советского Союза.
- 24 июля — Георгий Попов — историк.
- 27 июля — Александр Пьянков (72) — участник Великой Отечественной войны, Герой Советского Союза.
- 28 июля — Наталья Штемпель — одна из ближайших знакомых О. Э. Мандельштама в период воронежской ссылки, адресат нескольких его стихотворений.
- 29 июля — Геннадий Барыков (66) — участник Великой Отечественной войны, Герой Советского Союза.
- 29 июля — Василий Егоров[уточнить] (67) — полковник Советской Армии, участник Великой Отечественной войны, Герой Советского Союза.
- 31 июля — Александр Кучумов (64) — участник Великой Отечественной войны, Герой Советского Союза.

## Август
- 2 августа — Фёдор Радус (77) — полковник авиации, Герой Советского Союза.
- 6 августа — Анатолий Левченко (47) — лётчик-космонавт СССР, Герой Советского Союза.
- 7 августа — Владимир Хорошилов (77) — генерал-майор авиации, Герой Советского Союза.
- 8 августа — Феликс Леклерк (74) — канадский певец и автор песен, актёр, писатель.
- 9 августа — Василий Ермаков (65) — полковник авиации, Герой Советского Союза.
- 9 августа — Василий Петренко (66) — Герой Советского Союза.
- 10 августа — Платон Воронько (74) — украинский советский поэт.
- 11 августа — Полин Лафон (25) — французская актриса; несчастный случай.
- 11 августа — Ахнеф Юлдашев (68) — башкирский языковед-тюрколог.
- 12 августа — Зрубавел Гилад (75) — израильский поэт; писал на иврите.
- 13 августа — Антон Петров (78) — Герой Советского Союза.
- 14 августа — Энцо Феррари (90) — итальянский конструктор и предприниматель, основатель автомобилестроительной компании «Феррари» и одноимённой автогоночной команды.
- 15 августа — Александр Басов (76) — советский государственный и партийный деятель, чрезвычайный и полномочный посол СССР, министр РСФСР.
- 15 августа — Ульян Якимчук (69) — Герой Социалистического Труда.
- 17 августа — Мухаммед Зия-уль-Хак (64) — пакистанский военный и политический деятель, президент Пакистана в 1978—1988; авиакатастрофа (убийство).
- 17 августа — Рачья Капланян (64) — советский актёр, театральный режиссёр, народный артист СССР (1971).
- 17 августа — Виктория Шоу (53) — австралийская актриса.
- 18 августа — Ефим Учитель (74) — советский оператор и режиссёр документального кино.
- 18 августа — Александр Щукин (42) — майор авиации, лётчик-испытатель 1-го класса; авиакатастрофа.
- 20 августа — Александр Шафров (78) — участник Великой Отечественной войны, Герой Советского Союза.
- 21 августа — Демьян Осыка (72) — полковник авиации, Герой Советского Союза.
- 23 августа — Йозеф Клер (83) — — обершарфюрер СС, санитар концлагеря Освенцим.
- 23 августа — Николай Матяшин (66) — участник Великой Отечественной войны, Герой Советского Союза.
- 24 августа — Борис Романицкий (97) — советский украинский актёр и театральный режиссёр.
- 26 августа — Василий Большаков — заслуженный деятель науки и техники РСФСР.
- 26 августа — Иннокентий Лаптев (76) — советский и российский учёный, доктор биологических наук, профессор.
- 27 августа — Владимир Серов (66) — полный кавалер Ордена Славы.
- 28 августа — Филипп Разин (65) — участник Великой Отечественной войны, Герой Советского Союза.
- 29 августа — Николай Лукаш (68) — украинский переводчик, литературовед, лексикограф.
- 30 августа — Юрий Белов (63) — участник Великой Отечественной войны, Герой Советского Союза.
- 30 августа — Николай Северилов (65) — старший лейтенант Рабоче-крестьянской Красной Армии, участник Великой Отечественной войны, Герой Советского Союза (1945), лишён всех званий и наград в связи с осуждением.
- 31 августа — Василий Мжаванадзе (85) — советский партийный и государственный деятель, Герой Социалистического Труда, первый секретарь ЦК Компартии Грузии.
- 31 августа — Эдгар Элбакян (61) — армянский советский актёр театра и кино.

## Сентябрь
- 2 сентября — Александр Тюлин (72) — участник Великой Отечественной войны. Герой Советского Союза.
- 4 сентября — Николай Михайленко (70) — Полный кавалер Ордена Славы.
- 6 сентября — Иван Бойцов (92) — советский государственный и партийный деятель, 1-й секретарь Ставропольского краевого комитета ВКП(б) — КПСС (1946—1956).
- 6 сентября — Михаил Иванов (76) — участник Великой Отечественной войны. Герой Советского Союза.
- 6 сентября — Василий Кондратьев (63) — Полный кавалер Ордена Славы.
- 6 сентября — Сергей Отрощенко (78) — живописец, монументалист, театральный художник.
- 7 сентября — Болеслав Плотницкий (75) — польский актёр театра и кино.
- 9 сентября — Виталий Суханов (64) — Герой Советского Союза.
- 9 сентября — Фосетт-Карр, Мэйзи (76) — австралийская учёная-эколог и ботаник шотландского происхождения.
- 11 сентября — Василий Варфоломеев (88) — Полный кавалер Ордена Славы.
- 11 сентября — Вильгельм Батц (72) — немецкий ас-истребитель Второй мировой войны
- 11 сентября — Николай Харитонов (68) — Герой Советского Союза.
- 13 сентября — Николай Пепеляев — Герой Советского Союза.
- 13 сентября — Александр Харитошкин (65) — Герой Советского Союза.
- 15 сентября — Кастусь Киреенко (69) — белорусский поэт, писатель, журналист, публицист.
- 15 сентября — Василий Чадайкин (63) — Герой Советского Союза.
- 17 сентября — Роман Давыдов (75) — советский режиссёр мультипликационного кино.
- 17 сентября — Владимир Константиновский (82) — советский педагог, хореограф и балетмейстер.
- 19 сентября — Григорий Баталов (75) — советский офицер, Герой Советского Союза.
- 19 сентября — Михаил Кузьмич (67) — российский советский спортсмен, тренер.
- 19 сентября — Пётр Трушников (63) — Герой Советского Союза.
- 20 сентября — Алексей Дейнега (74) — участник Великой Отечественной войны. Герой Советского Союза.
- 20 сентября — Григорий Золотухин (76) — советский политический деятель, министр хлебопродуктов СССР (1985—1987), Герой Социалистического Труда.
- 20 сентября — Борис Кулемин (64) — участник Великой Отечественной войны. Герой Советского Союза.
- 21 сентября — Алексей Ломакин (73) — участник Великой Отечественной войны. Герой Советского Союза.
- 21 сентября — Сергей Скорняков (72) — участник Великой Отечественной войны. Герой Советского Союза.
- 21 сентября — Орест Суник (75) — советский лингвист-тунгусо-маньчжуровед, разработчик ульчского алфавита. Доктор филологических наук.
- 23 сентября — Лия Славина (82) — советский психолог.
- 24 сентября — Лев Рудницкий (68) — российский театральный критик, историк театра.
- 26 сентября — Залман Абезгауз (68) — белорусский советский историк, кандидат исторических наук.
- 26 сентября — Сергей Щербаков (26 или 27) — советский серийный убийца; расстрелян.
- 27 сентября — Виктор Кирилюк (65) — участник Великой Отечественной войны. Герой Советского Союза.
- 27 сентября — Василий Плохой (69) — участник Великой Отечественной войны. Герой Советского Союза.
- 28 сентября — Александр Голдштейн (итал. Aleksandr Goldstein) (род. 1911), польский/австралийский шахматный композитор.[1]
- 28 сентября — Михаил Кириллов (70) — участник Великой Отечественной войны. Герой Советского Союза.
- 28 сентября — Николай Рубцов (81) — русский советский учёный-геоботаник.
- 29 сентября — Сергей Гребенников (68) — русский советский поэт-песенник, кино- и театральный актёр.
- 29 сентября — Сергей Кожевников (82) — советский учёный-механик.
- 30 сентября — Светлана Кузнецова (54) — русская (советская) поэтесса.
- 30 сентября — Виктор Лукачёв (68) — крупный советский учёный в области изучения процессов смесеобразования и горения в двигателях летательных аппаратов.
- 30 сентября — Виктор Цуккерман (84) — советский музыковед и педагог, профессор Московской консерватории, доктор искусствоведения.

## Октябрь
- 1 октября — Анатолий Блатов — советский партийный деятель, дипломат.
- 2 октября — Евгений Михнов-Войтенко (56) — русский художник, принадлежал к «неофициальному» искусству.
- 3 октября — Франц Йозеф Штраус (73) — немецкий политик правого толка, один из лидеров баварской партии Христианско-социальный союз.
- 4 октября — Петр (Банкерович) (63) — епископ Сербской свободной православной церкви, епископ Австралийский и Новозеландский.
- 5 октября — Валентина Кибардина (81) — советская актриса театра и кино, лауреат Сталинской премии, народная артистка РСФСР.
- 5 октября — Фёдор Санников (85) — Герой Советского Союза.
- 5 октября — Григорий Ситник (72) — Герой Советского Союза.
- 6 октября — Никита Матяш (91) — руководитель звена кукурузоводов колхоза имени 40-летия Октября, Украинская ССР.
- 6 октября — Жубан Мулдагалиев (68) — казахский поэт. Лауреат Государственной премии СССР.
- 6 октября — Игорь Середа (67) — Герой Советского Союза.
- 6 октября — Иван Степанов (72) — Герой Советского Союза.
- 7 октября — Николай Боярский (65) — советский актёр, народный артист РСФСР.
- 8 октября — Яков Явчуновский — театровед, доктор искусствоведения.
- 9 октября — Александр Шаповалов (77) — советский военный, гвардии полковник.
- 11 октября — Анатолий Емельяненко (70) — Герой Советского Союза.
- 12 октября — Наталия Кончаловская (85) — русская советская детская писательница, поэтесса и переводчица (по другим данным, ум. 19 октября).
- 12 октября — Армен Бунатян (70) — советский армянский учёный-математик, доктор технических наук.
- 13 октября — Сергей Палавин (64) — Герой Советского Союза.
- 13 октября — Отто Пюнтер (88) — швейцарский журналист, работник информационных агентств Рес Публика, корреспондент социал-демократической прессы в Бундхаусе, участник сопротивления против фашизма.
- 15 октября — Джон Болл (77) — известный американский писатель, автор детективов.
- 16 октября — Александр Кацнельсон (91) — советский офтальмолог.
- 16 октября — Александр Щеголев (75) — советский актёр, народный артист СССР.
- 17 октября — Анисим Кронгауз (68) — русский советский поэт.
- 17 октября — Владимир Наржимский (73) — полковник Советской Армии, участник Великой Отечественной войны, Герой Советского Союза.
- 17 октября –  Уильям Генри Брамбл (87) – монтсерратский политический, государственный и профсоюзный деятель. Национальный герой.
- 18 октября — Николай Беляков (80) — Герой Советского Союза.
- 18 октября — Туле Кенжебаев (86) — Герой Советского Союза.
- 20 октября — Владимир Горб (84) — советский живописец, график, педагог.
- 20 октября — Николай Губин (74) — Герой Советского Союза.
- 21 октября — Гвидо Бек (85) — немецкий физик.
- 23 октября — Стефан Турчак (50) — советский дирижёр, народный артист СССР.
- 23 октября — Григорий Щетинин (66) — Герой Советского Союза.
- 24 октября — Александр Егоров (85) — советский военный деятель.
- 25 октября — Александр Голубев (72) — Герой Советского Союза.
- 26 октября — Николай Исаев (76) — советский лётчик-истребитель, генерал-майор авиации, Герой Советского Союза.
- 26 октября — Александр Пассар (66) — Герой Советского Союза.
- 27 октября — Иван Аргунов (65) — советский якутский учёный, журналист, первый председатель Союза журналистов Якутии.
- 27 октября — Никита Хвоя (77) — Герой Советского Союза.
- 29 октября — Файзулла Аглетдинов (73) — Герой Советского Союза.
- 29 октября — Владимир Кирсанов (65) — Герой Советского Союза.
- 29 октября — Фёдор Шостак (66) — Полный кавалер ордена Славы
- 31 октября — Николай Дудка (87) — старшина Рабоче-крестьянской Красной Армии, участник Великой Отечественной войны, Герой Советского Союза.
- 31 октября — Сергей Петров (77) — русский поэт, переводчик, прозаик.
- 31 октября — Владимир Морозов (70) — Герой Советского Союза.
- 31 октября — Джордж Уленбек (87) — американский физик-теоретик голландского происхождения, лауреат премии Вольфа и медали Лоренца.

## Ноябрь
- 2 ноября — Николай Батохин (69) — Герой Социалистического Труда.
- 4 ноября — Андрей Болотов (69) — Герой Советского Союза.
- 4 ноября — Владимир Игнатьев (68) — Герой Советского Союза.
- 4 ноября — Иван Пичугин (75) — Герой Советского Союза.
- 5 ноября — Иван Данилюк (56) — украинский математик, заслуженный деятель науки Украинской ССР.
- 5 ноября — Кененбай Кожабеков (60) — казахский советский актёр театра и кино. Народный артист Казахской ССР.
- 5 ноября — Иван Сорока — Герой Советского Союза.
- 5 ноября — Анатолий Шовкун (74) — советский педиатр, инфекционист, доктор медицинских наук, профессор.
- 6 ноября — Михаил Малахов (65) — сапёр-разведчик 196-го отдельного сапёрного батальона 81-й стрелковой дивизии 3-й гвардейской армии 1-го Украинского фронта, ефрейтор, Полный кавалер ордена Славы.
- 6 ноября — Геннадий Хорошенин (56) — Герой Социалистического Труда.
- 7 ноября — Иван Бочаров (63) — Герой Советского Союза.
- 10 ноября — Василий Баландин (68) — Герой Советского Союза.
- 12 ноября — Ришат Абдуллин (72) — советский оперный певец (баритон), народный артист СССР.
- 13 ноября — Николай Сушков (65) — Полный кавалер Ордена Славы.
- 15 ноября — Евдокия Доля (103) — советская украинская актриса.
- 15 ноября — Марат Сагитов (63) — советский физик, внёс существенный вклад в развитие теории гравиметрии и её практического использования.
- 17 ноября — Сергей Семёнов (74) — Полный кавалер Ордена Славы.
- 19 ноября — Фёдор Кравченко (76) — Герой Советского Союза.
- 20 ноября — Константин Денисов (73) — генерал-майор авиации, Герой Советского Союза.
- 20 ноября — Феликс Зигель (68) — советский математик и астроном.
- 21 ноября — Рэймонд Левенталь (65) — американский пианист.
- 22 ноября — Раймонд Дарт (95) — австралийский антрополог, открывший австралопитека.
- 22 ноября — Мастибек Ташмухамедов (79) — советский военный деятель, политработник, генерал-майор.
- 23 ноября — Газиз Болтаев (63) — Полный кавалер Ордена Славы.
- 23 ноября — Виктор Панов (70) — Полный кавалер Ордена Славы.
- 24 ноября — Лев Давыдычев (61) — российский детский писатель.
- 24 ноября — Василий Кожанов (84) — Герой Советского Союза.
- 25 ноября — Дмитрий Сивухин (74) — советский физик.
- 25 ноября — Евгения Янищиц (40) — белорусская советская поэтесса.
- 27 ноября — Алексей Макаров (66) — Герой Советского Союза.
- 28 ноября — Даниил Казакевич (85) — советский военный деятель, Генерал-лейтенант. Герой Советского Союза.
- 28 ноября — Василий Наумов (68) — Герой Советского Союза.
- 28 ноября — Василий Строков (66) — Герой Советского Союза.
- 29 ноября — Евсей Моисеенко (72) — российский советский живописец, график и педагог, Народный художник СССР.
- 30 ноября — Григорий Авсюк (82) — советский физико-географ.
- 30 ноября — Иван Ледовский (68) — Герой Советского Союза.

## Декабрь
- 2 декабря — Алексей Тяпушкин (69) — Герой Советского Союза.
- 5 декабря — Агасадых Ага Али оглы Герайбейли (91) — азербайджанский советский актёр.
- 5 декабря — Иван Едунов (64) — Герой Советского Союза.
- 5 декабря — Вальтер Клаусон (74) — советский партийный и государственный деятель.
- 6 декабря — Рой Орбисон (52) — американский певец и автор песен.
- 6 декабря — Иван Самчук (75) — украинский советский военачальник, полковник.
- 6 декабря — Лесли Ходж — американский дирижёр австралийского происхождения.
- 7 декабря — Николай Брилинг (68) — российский актёр театра и кино.
- 8 декабря — Ефим Дубинин (74) — Герой Советского Союза.
- 8 декабря — Андрей Ершов (57) — советский математик, академик АН СССР.
- 8 декабря — Аркадий Космодемьянский (79) — советский учёный в области механики.
- 8 декабря — Лев Финк (78) — советский учёный в области теории связи.
- 9 декабря — Павел Лабуз (63) — советский офицер-танкист, Герой Советского Союза.
- 10 декабря — Александр Юрков (73) — Герой Советского Союза.
- 13 декабря — Фёдор Решетников (82) — советский художник.
- 14 декабря — Лев Руберчик (92) — советский учёный-микробиолог, профессор.
- 14 декабря — Александр Сердюк (88) — украинский советский актёр, театральный режиссёр, педагог.
- 14 декабря — Ростислав Сидоренко (68) — Герой Советского Союза.
- 15 декабря — Александр Гусев (77) — Герой Советского Союза.
- 15 декабря — Вильям Семашко (52) — советский оперный певец.
- 16 декабря — Сильвестр (41) — афроамериканский певец в стилях диско и соул; СПИД.
- 17 декабря — Ибрагим Бикжанов (93) — советский военачальник, генерал-майор (1940), участник Первой мировой, Гражданской и Великой Отечественной войн.
- 17 декабря — Василий Большак (66) — советский писатель, советский государственный деятель.
- 18 декабря — Василий Антонов (71) — Герой Советского Союза.
- 18 декабря — Виктор Сувиров (69) — Герой Советского Союза.
- 20 декабря — Николай Алексеев (72) — Герой Советского Союза.
- 20 декабря — Рафаэль Кофман (80) — советский шахматный композитор.
- 20 декабря — Дмитрий Мочальский (80) — советский живописец и график, народный художник СССР.
- 22 декабря — Григорий Степаненко (70) — Герой Советского Союза.
- 23 декабря — Саул Рабинович (83) — советский скульптор.
- 23 декабря — Владимир Скрябин — член ЦК КПСС.
- 24 декабря — Александр Аникст — советский литературовед.
- 24 декабря — Николай Борисов (65) — Герой Советского Союза.
- 25 декабря — Иван Акулов (66) — Герой Советского Союза.
- 25 декабря — Юрий Чибисов (67) — Герой Советского Союза.
- 26 декабря — Иван Глушков (69) — Герой Советского Союза.
- 26 декабря — Херлуф Бидструп (76) — датский художник-карикатурист и общественный деятель, автор свыше 5 тысяч рисунков.
- 27 декабря — Василий Бабенко (64) — Полный кавалер ордена Славы.
- 27 декабря — Василий Матушкин — советский писатель.
- 28 декабря — Анатолий Лукин (56) — советский инженер-механик, лауреат Ленинской премии.
- 29 декабря — Анатолий Сорокин (67) — Герой Советского Союза.
- 30 декабря — Павел Голосов (67) — советский поэт.
- 30 декабря — Юлий Даниэль (63) — советский поэт, прозаик, переводчик, диссидент.
- 30 декабря — Рита Райт-Ковалёва (90) — русская советская писательница и переводчица, известна переводами произведений Курта Воннегута и других писателей.
- 30 декабря — Фёдор Румянцев (72) — Герой Советского Союза.
- 30 декабря — Леонид Рыков (67) — Герой Советского Союза.
- 31 декабря — Владимир Козел (69) — советский актёр театра и кино.
- 31 декабря — Роман Новопашин (76) — Герой Советского Союза.

## Не имеющие точную дату
- Сергей Киреев (90) — член КПСС, работник заводов в Кунцеве (до присоединения к Москве), участник ВОВ.